# Classic Stars
Classic Stars (クラシック★スターズ Kurashikku Sutāzu?) es un proyecto de medios mixtos con temática musical japonesa que presenta a "músicos clásicos de la historia" creado por King Records, Unison y Broccoli que comenzó en 2018. Una serie de televisión de anime producida por Platinum Vision se estrenará en abril de 2025.

## Personajes
Beethoven (ベートーヴェン Bētōvuen?)
 Seiyū: Yuma Uchida
Mozart
 Seiyū: Kent Itō
Chopin (ショパン Shopan?)
 Seiyū: Shun Abe
Liszt (リスト Risuto?)
 Seiyū: Shōya Ishige
Lost Beethoven (ロスト・ベートーヴェン Rosuto Bētōvuen?)
 Seiyū: Taku Yashiro
Lost Vivaldi (ロスト・ヴィヴァルディ Rosuto Vuivuarudi?)
 Seiyū: Takuya Satō
Lost Schumann (ロスト・シューマン Rosuto Shūman?)
 Seiyū: Ayumu Murase
Ao Miharagi (三原木逢生 Miharagi Ao?)
 Seiyū: Daisuke Namikawa

## Media

### Anime
Se anunció una serie de televisión de anime para el 1 de julio de 2024. La serie está producida por Platinum Vision y dirigida por Hideaki Ōba, con Shingo Nagai supervisando los guiones de la serie, Yuki Shizuku diseñando los personajes basados en Tomoko Yoshida a partir de los diseños originales de Unison, Noriyasu Agematsu de Elements Garden como productor musical y Hitoshi Fujima, Ryōta Tomaru y Yūsuke Takeda de Elements Garden componiendo la música en King Records. Se estrenará el 6 de abril de 2025, en el Tokyo MX y BS11. El tema de apertura es "Singularist" interpretado por Yuma Uchida, mientras que el tema de cierre es "BEYOND★CLASSIC" interpretado por Gran★MyStar (un grupo formado por Uchida, Kent Itō, Shun Abe y Shōya Ishige). Crunchyroll obtuvo la licencia de la serie fuera de Asia.